# Prévocourt

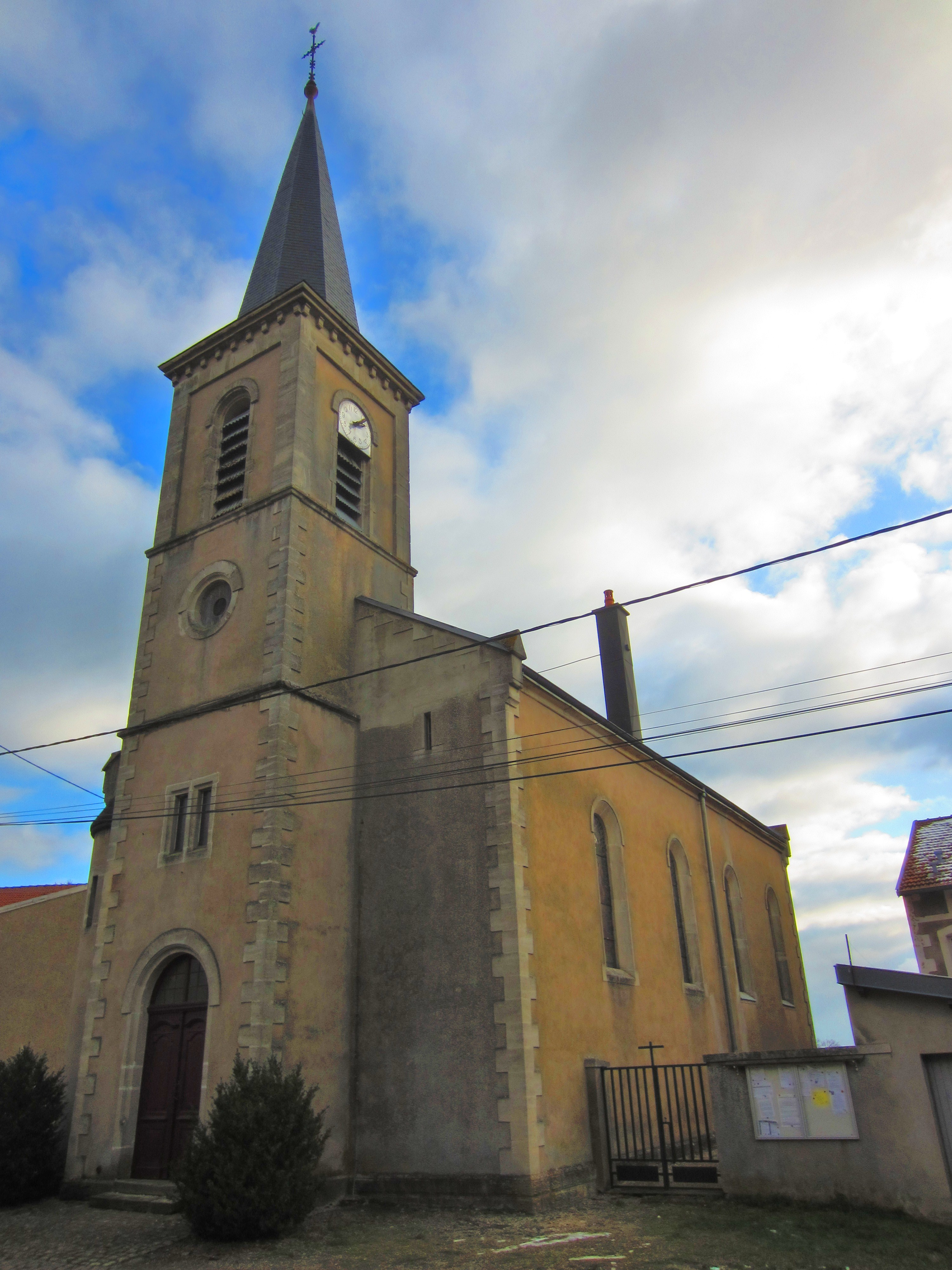
Kirche St. Jean-Baptiste

Prévocourt ist eine französische Gemeinde mit 110 Einwohnern (Stand 1. Januar 2022) im Département Moselle in der Region Grand Est (bis 2015 Lothringen). Sie gehört zum Arrondissement Sarrebourg-Château-Salins. 

## Geographie
Prévocourt liegt in Lothringen, 37 Kilometer südöstlich von Metz, 18 Kilometer nordwestlich von Château-Salins und vier Kilometer nördlich von Delme im Saulnois (Salzgau) auf einer Höhe zwischen 228 und 360 m über dem Meeresspiegel. Das Gemeindegebiet umfasst 6,77 km².

## Geschichte
Das Dorf gehörte früher zur Grafschaft Bar, wurde 1392 an Metzer Bürger gegeben und kam dann an die Salmsche Baronie Viviers. Die Ortschaft wurde 1661 zusammen mit Bar von Frankreich annektiert.
Durch den Frankfurter Frieden vom 10. Mai 1871 kam die Region an das deutsche Reichsland Elsaß-Lothringen, und das Dorf wurde dem Kreis Château-Salins im Bezirk Lothringen zugeordnet. Die Dorfbewohner betrieben Getreidebau und Viehzucht.
Nach dem Ersten Weltkrieg musste die Region aufgrund der Bestimmungen des Versailler Vertrags 1919 an Frankreich abgetreten werden. Im Zweiten Weltkrieg war die Region von der deutschen Wehrmacht besetzt.
Das Dorf trug 1915–1919 bzw. 1940–1944 den eingedeutschten Namen Probsthofen.

### Bevölkerungsentwicklung
| Jahr      | 1962 | 1968 | 1975 | 1982 | 1990 | 1999 | 2008 | 2019 |
| Einwohner | 131  | 127  | 115  | 110  | 88   | 79   | 104  | 111  |

## Wappen
Das Kreuz im Gemeindewappen erinnert an die Zugehörigkeit zu Lothringen, der Bär steht für die Abtei St. Maximin in Trier. die Besitz in Prévocourt hatte.